# Hypocamptus brehmi
Hypocamptus brehmi is een eenoogkreeftjessoort uit de familie van de Canthocamptidae. De wetenschappelijke naam van de soort is voor het eerst geldig gepubliceerd in 1922 door Van Douwe.